# Sakir-Har
Vị vua Hyksos bí ẩn, Sakir-Har, được phát hiện từ một khung cửa khai quật từ di chỉ Tell el-Dab'a của Ai Cập cổ đại bởi Manfred Bietak vào thập niên 1990; Khung cửa này, ngày nay nằm tại Cairo (Cairo TD-8316) mang một phần tước hiệu (tên Nebti và Horus vàng, cũng như là tên nomen của ông). Theo tác phẩm của Kim Ryholt về Thời kỳ Chuyển tiếp thứ Hai, khung cửa này đọc là,
| “ | [Horus người......], người nắm giữ các vương miện Wadjet và Nekhbet là người chinh phạt người cung. Chim ưng vàng là người tạo lập biên cương của mình. heka-khawaset, Sakir-Har. | ” |

Khung cửa này xác nhận danh tính của Sakir-Har như là một trong ba vị vua Hyksos đầu tiên thuộc vương triều thứ Mười Lăm của Ai Cập. Vị vua kế vị trực tiếp của ông sẽ phải là vị vua Hyksos hùng mạnh, Khyan, nếu như ông là vị vua Hyksos thứ ba của vương triều này, nhưng vị trí chính xác của Sakir-Har trong vương triều này vẫn chưa được thiết lập. Tên gọi Sakir-Har dịch ra là 'Phần thưởng của Har.'

## Mục lục
- I. Hein (ed), Pharaonen und Fremde - Dynastien im Dunkeln, Vienna 1994, 150-152, No. 126 (photographic picture of the doorjamb)
- Kim Ryholt, The Political Situation in Egypt during the Second Intermediate Period c.1800-1550 B.C., Museum Tuscalanum Press, (1997), 463 pages, ISBN 87-7289-421-0